# Cambridge Bay
Cambridge Bay is een plaats in het Canadese territorium Nunavut. Het ligt op het zuidelijk deel van het Victoria-eiland aan de Dease-straat en daardoor ook aan de Noordwestelijke Doorvaart.
De plaats heeft meer dan 1500 inwoners, waarvan ongeveer 80% Inuit.

## Naam
De plaats ontleent haar naam aan de baai waaraan ze ligt. Die baai kreeg haar naam dan weer van een expeditie van de Hudson's Bay Company die in 1839 de noordkust van het Canadese vasteland in kaart bracht. Zij werd genoemd naar Adolf van Cambridge, die tot 1837 onderkoning van het koninkrijk Hannover was.
In het Inuktitut heet de plaats Iqaluktutiak wat "goede plaats om te vissen" betekent.

## Geschiedenis
Eeuwenlang was de omgeving het zomertrefpunt van de "Copper Eskimos", zo genoemd omdat zij werktuigen maakten met het op Victoria-eiland voorkomende koper.
Nadat in 1926 de Canadese politie hier een controlestation vestigde werd een jaar later op deze plaats door de Hudson's Bay Company een handelspost opgericht.
Tot 1950 leefden hier weinig Inuit. dat veranderde toen in 1947 een vuurtoren en in 1955 een DEW-station in dienst werd genomen. Op 1 april 1984 werd de plaats officieel als "hamlet" geregistreerd.

## Bezienswaardigheden
- Nabij de plaats ligt het scheepswrak van de "Maud". Dit schip werd door Roald Amundsen tussen 1918 en 1925 tweemaal gebruikt bij ontdekkingsreizen. Daarna werd het door de Hudson's Bay Company gebruikt als bevoorradingsschip tot het in 1930 zonk.
- Van de stenen kerk, in 1954 door oblaten opgericht, die lange tijd als kenmerkend gebouw en toeristenattractie van de plaats gold, blijven slechts muurresten over, nadat het gebouw op 27 april 2006 in brand werd gestoken.
- De plaats is een ideaal uitgangspunt voor natuurwaarnemingen. De omgeving is met een minibus relatief goed te verkennen, zoals de Mount Pelly (Uvajuq). Interessant daarbij is vooral de fauna, in de eerste plaats de muskusossen en ook de talrijke grondbroedende vogels.

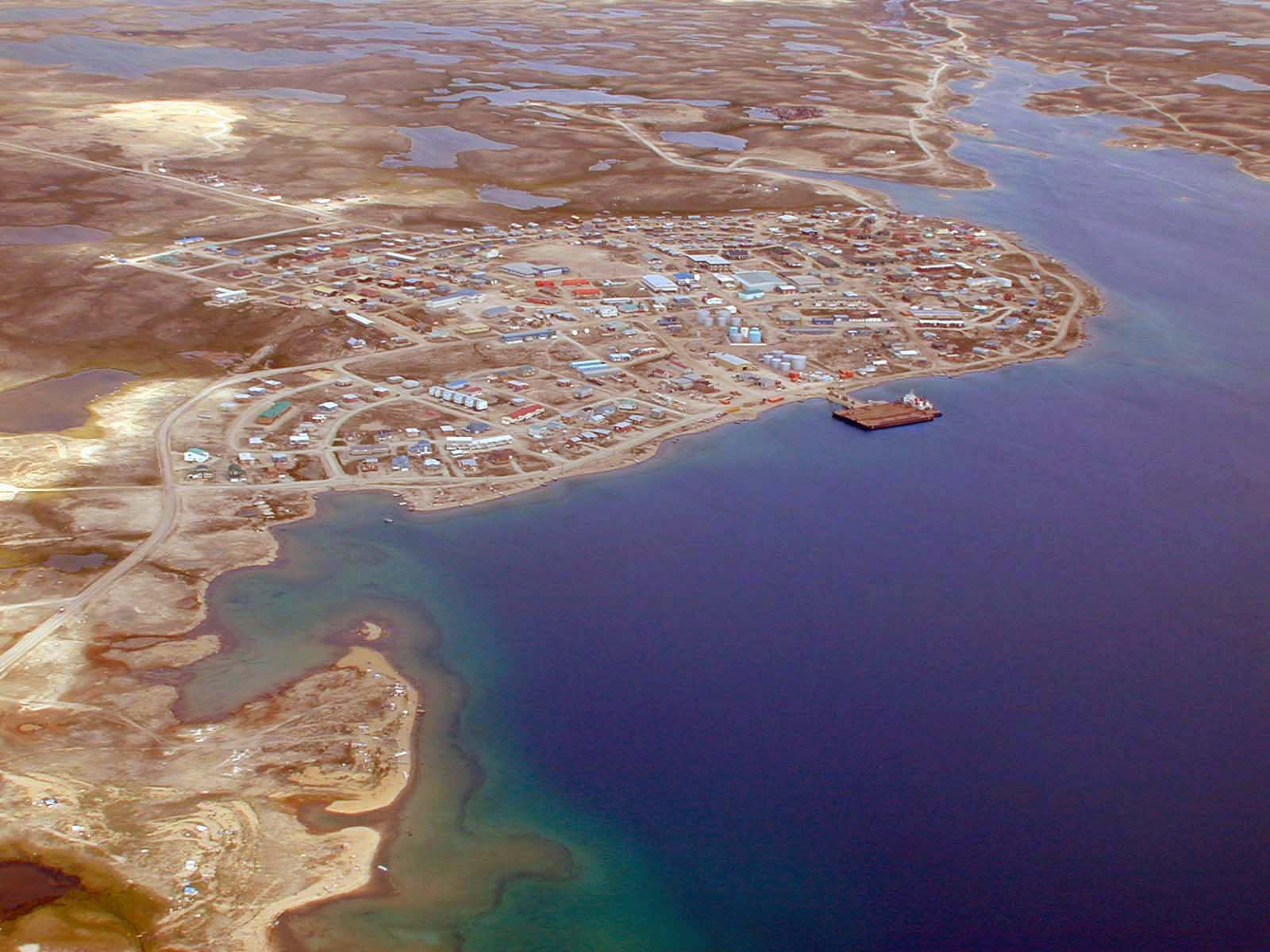
Cambridge bay
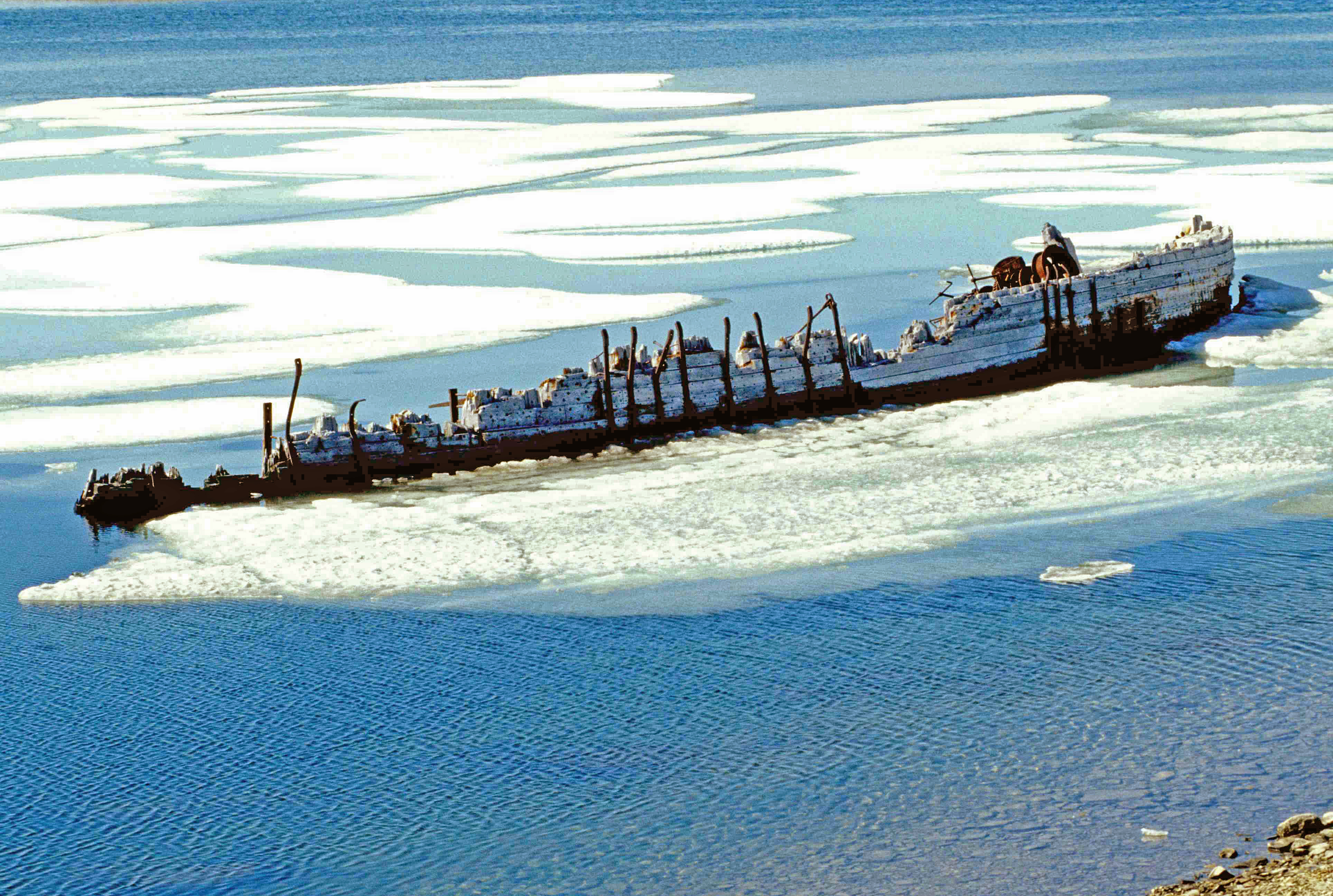
Scheepswrak „Maud“
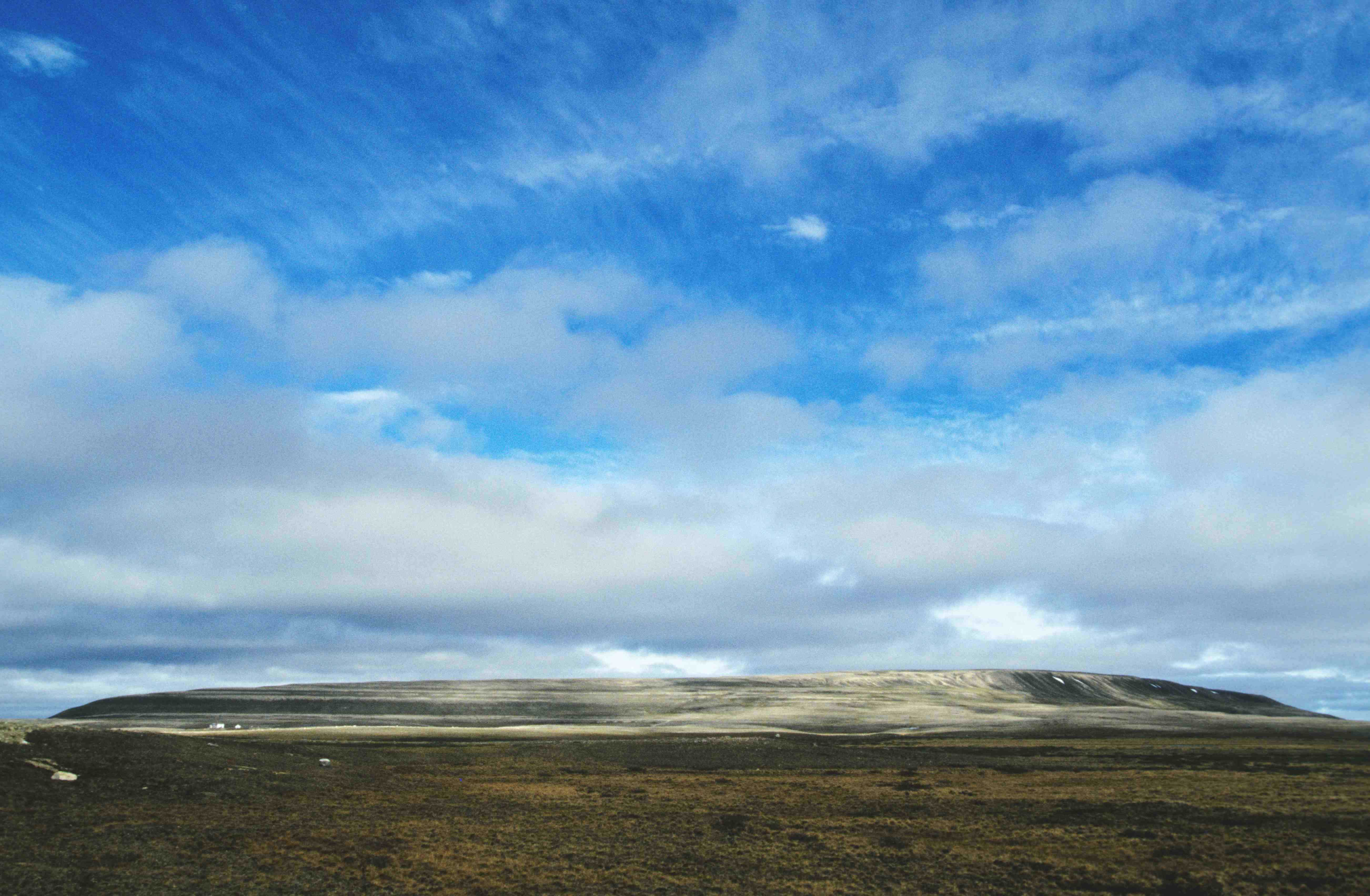
Mount Pelly

## Infrastructuur
Er is een vliegveld met verbindingen naar Yellowknife (960 km), Gjoa Haven, Kugaaruk, Kugluktuk en Taloyoak.
De plaats beschikt over een gezondheidscentrum en over lager en middelbaar onderwijs.